# 안지 포스테코글루
앤젤로스 "안지" 포스테코글루(영어: Angelos Postecoglou, 그리스어: Άγγελος Ποστέκογλου 앙겔로스 포스테코글루[*], 1965년 8월 27일 ~ )는 그리스 출신의 오스트레일리아의 전 축구 선수, 현 축구 감독이다.

## 선수 경력
선수 시절 포지션은 공격수였다. 오스트레일리아 내셔널 사커 리그의 사우스 멜버른와 웨스턴 서버브즈에서 활약하였다.

## 감독 경력
1996년부터 2000년까지 선수 시절 활약하였던 사우스 멜버른의 감독을 맡으며 2회의 내셔널 사커 리그 우승과 1회의 오세아니아 클럽 챔피언십 우승을 차지하였다. 브라질에서 개최된 2000년 FIFA 클럽 세계 선수권 대회에 참가하기도 하였다.
2000년에는 오스트레일리아 U-20의 감독으로 부임하였으나, 2007년 FIFA U-20 월드컵 본선 진출에 실패한 이후 지휘봉을 내려놓았다.
2008년 3월 그리스의 파나차이키의 감독으로 부임하였으며, 9개월 만인 12월에 사임하였다.
2009년 10월 A리그 브리즈번 로어 FC의 감독으로 부임하였다. 부임 후 팀 스타일을 점유율 위주의 스타일로 탈바꿈시켜 '로어셀로나'라는 별명을 얻도록 만들었으며, 2010-11 시즌엔 정규 리그 우승을 차지한 후 그랜드 파이널에서도 센트럴 코스트를 꺾고 우승을 차지하였다. 2012년 4월 24일 사임하였다.
브리즈번을 떠나고 이틀 후 멜버른 빅토리 FC의 감독으로 부임하였다.
2013년 10월 23일 홀거 오지크 감독이 경질되자 오스트레일리아 대표팀의 신임 감독으로 선임되었다.
2014년 브라질 월드컵에 출전했고, 2015년 아시안컵 결승에 올라 대한민국을 이기고 호주의 첫 우승을 이끌었으며, AFC 올해의 감독상까지 수상한다. 이후 오스트레일리아의 러시아 월드컵행을 확정시킨 후 2017년 11월 22일에 사임했다.
2018년 J리그 요코하마 F. 마리노스의 감독으로 부임하였다.
2021년 6월 10일 스코티시 프리미어십 셀틱 FC의 감독으로 부임하였다.
2023년 6월 6일 2022-23 시즌에 셀틱의 도메스틱 트레블을 이끈 포스테코글루는 프리미어리그의 토트넘 홋스퍼 FC 감독으로 부임하였다.

## 수상

#### 사우스 멜버른 FC
- NSL 프리미어십 : 1997-98
- NSL 챔피언십 : 1997-98, 1998-99
- 오세아니아 클럽 챔피언십 : 1999

#### 브리즈번 로어 FC
- 호주 A리그 프리미어십 : 2010-11
- 호주 A리그 챔피언십 : 2010–11, 2011–12

#### 호주 축구 국가대표팀
- AFC 아시안컵 : 2015
- OFC U-17 챔피언십 : 2001, 2003, 2005
- OFC U-20 챔피언십 : 2001, 2002, 2005
- AFF U-19 챔피언십 : 2006

#### 요코하마 F. 마리노스
- J리그 : 2019

#### 셀틱 FC
- 스코티시 프리미어십 : 2021-22, 2022-23
- 스코티시 컵 : 2022-23
- 스코티시 리그컵 : 2021-22, 2022-23

### 개인
- NSL 올해의 감독 : 1997-98
- 호주 스포츠 메달 : 2000
- PFA 올해의 감독 : 2010-11
- 호주 A리그 올해의 감독 : 2010-11
- PFA 2010년대 최고의 감독 : 2015
- AFC 올해의 감독 : 2015
- 스코티시 프리미어십 이 달의 감독 8회
- PFA 스코틀랜드 올해의 감독 : 2021-22, 2022-23
- SFWA 올해의 감독 : 2021-22, 2022-23
- 호주 축구 명예의 전당 : 2022
- 호주 스포츠 역대 최장기간 무패 - 브리즈번 로어 : 2011-12, 36경기